# Барбара Бранденбурзька (1422—1481)
Барбара Бранденбурзька (нім. Barbara von Brandenburg; 30 вересня 1422 — 7 листопада 1481, Мантуя, Мантуанське маркграфство) — старша дочка спадкового принца курфюрста Бранденбурга Йоганна Алхіміка з роду Гогенцоллернів і племінниця імператора Сигізмунда, в шлюбі — маркіза Мантуанська. Одна з найосвіченіших жінок свого часу, брала участь в управлінні державою. Її дії заклали основу для майбутнього економічного процвітання Мантуанського маркізата. За твердість характеру та вміння досягати поставлених цілей сучасники прозвали її «бій-бабою» (італ. virago).

## Життєпис

### Дитинство і юність
Барбара фон Гогенцоллерн народилася 30 вересня 1422 року (в деяких джерелах вказано 1423 рік). Вона була старшою дочкою Йоганна Алхіміка, сина Фрідріха I, маркграфа Бранденбурзького від Єлизавети Баварської, і Барбари Саксен-Віттенберзької, дочки курфюрста Саксонії Рудольфа III Саксен-Віттенберзького від Ганни Мейссенської. Її батько відмовився від первородства і натомість отримав володіння роду Гогенцоллернів у Франконії.
22 травня 1427 року, при укладенні мирного договору між Бранденбурзьким маркграфством і Померанським герцогством, вона була заручена з Йоахімом Штеттинським, сином герцога Померанського, який пізніше одружився з її молодшою сестрою Єлизаветою Бранденбурзькою.
5 липня 1433 році, за посередництва кардинала Джуліано Чезаріні, папського легата на соборі в Базелі, а також Маттео Боніперті, єпископа Мантуї і Крістофа фон Ротенхана, єпископа Лебуса, імператор Сигізмунд оголосив про заручини Барбари Бранденбургської, яка припадала йому племінницею, з Лудовіко Гонзага старшим сином маркграфа Мантуанського Джанфранческо I Гонзага і Паоли Малатести.. Урочиста церемонія вінчання 21-річного нареченого і 11-річної нареченої пройшла 12 листопада 1433 року в соборі Святого Петра в Мантуї.
12 листопада 1433 року в Мантуї був укладений шлюб між принцесою Барбарою і принцом Лудовико Гонзага (1412—1478),  У цьому шлюбі народилися 13 дітей, з яких троє померли в дитинстві.
До досягнення повноліття Барбара жила при дворі Гонзага. Вона навчалася разом з молодшими дітьми маркграфа Мантуанського у відомого педагога і гуманіста Вітторино да Фельтре. Освітній курс включав риторику, математику, філософію, спів, музику, малювання, грецьку і латинську мови, а також фехтування, біг, їзду верхи, плавання і ігри в м'яч. Барбара була здібною ученицею. Вона оволоділа чотирма мовами, чудово зналася на літературі і пізніше здобула популярність як одна з найосвіченіших жінок Ренесансу.

### Маркграфиня Мантуанська
В 1444 році, після того, як її чоловік став маркграфом під ім'ям Лудовіко III, вона отримала титул маркграфині Мантуанської. Разом з чоловіком брала участь в управлінні державою, вела активну переписку з європейськими дворами, курією і державними діячами імперії, підтримуючи політичні та економічні інтереси маркграфства. З 1445 по 1455 рік виконувала обов'язки регента під час частих від'їздів чоловіка у Венеційську республіку і Міланське герцогство. Її дії заклали основу для майбутнього економічного процвітання Мантуанського маркграфства.
Дізнавшись про намір папи римського Пія II скликати собор для обговорення війни проти Османської імперії, яка загрожувала Європі, Барбара Бранденбургська доклала всі зусилля, щоб ця подія відбулася в Мантуї. Вона звернулася за допомогою до свого дядька Альберта Ахіллеса Бранденбурзького, розраховуючи через нього заручитися підтримкою імператора. Собор пройшов у Мантуї 26 вересня 1459 року. Результатом гостинності, наданої понтифіку Барбарою Бранденбургською, стало зведення у кардинали її сімнадцятирічного сина Франческо у грудні 1461 року.
При маркграфині встановилися особливо тісні зв'язки між маркграфством і імперією. З цією метою нею укладалися династичні шлюби її дітей з німецькими принцами і принцесами: старшого сина Фредеріко вона одружила з принцесою Маргаритою Баварською, дочку Барбару видала за герцога Вюртемберзького, дочку Паолу — за графа Гориці, середнього сина, Джанфранческо, відправила до двору Гогенцоллернів для отримання освіти. Єдиною аномалією в цьому ряду стала її невдала спроба видати дочку Доротею за спадкоємця Міланського герцогства.
Стараннями Барбари двір Гонзага в Мантуї перетворивсяув один з відомих центрів культури та мистецтва епохи Відродження в Італії. Разом з родиною вона була зображена придворним художником Андреа Мантенья на знаменитій фресці «Шлюбний чертог» в замку Сан-Джорджо в Мантуї. Автор зобразив жінку зрілого віку з некрасивими і майже маскулінними рисами, що свідчать про твердий і рішучий характер. За її замовленням, виконання якого тривало з 1442 за 1461 рік, Бельбелло та Павія і Джіроламо та Кремона створили «Місал» в стилі пізньої готики, який отримав ім'я замовниці.
Маркграфиня брала участь в управлінні державою і після смерті чоловіка в 1478 році. Барбара Бранденбургськая померла 17 листопада 1481 року в Мантуї і похована в місцевому соборі Святого Петра. Вона є головною героїнею історичного роману «Принцеса Мантуї» письменниці Марії Ферранте.

## Родина

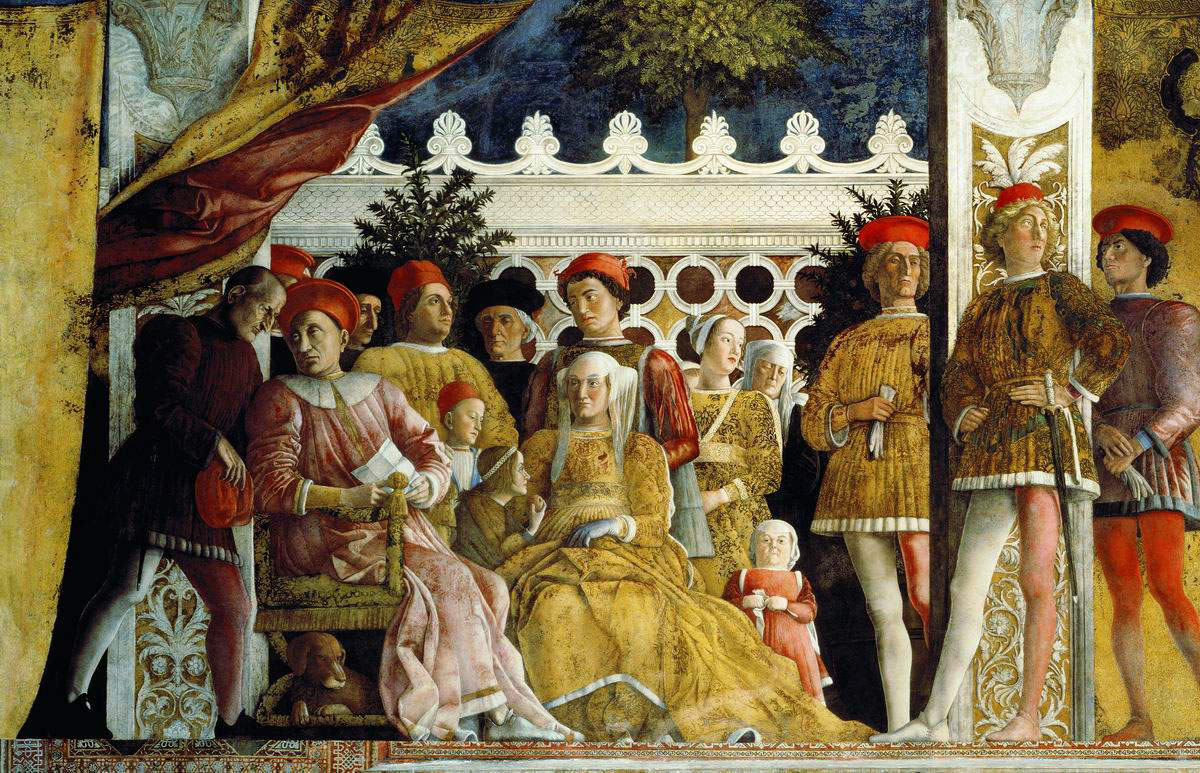
Родина Барбари Бранденбургської. Фреска Андреа Мантеньї у Шлюбному чертозі

Чоловік — Людовіко III Гонзага (1412—1478), патрицій Венеції, маркграф Мантуанський, син Джанфранческо I Гонзага, маркграфа Мантуї і Паоли Малатести.
Діти:
- Федеріко, венеційський патрицій, помер у дитинстві;
- Магдалина, венеційська патриціанка, померла в дитинстві;
- Єлизавета, венеційська патриціанка, померла в дитинстві;
- Федеріко (25.6.1441 — 7.14.1484), на прізвисько Горбань, венеційський патрицій, 3-й маркграф Мантуї з 1478 року під ім'ям Федеріко I, 10 травня 1463 року одружився з Маргаритою Баварською (1.1.1442 — 14.10.1479), принцесою з дому Віттельсбахів;
- Франческо (15.3.1444 — 21.10.1483), венеційський патрицій, апостольський протонотарий, з 1461 року кардинал, з 1464 за 1466 князь-єпископ Бриксена, з 1466 року апостольський адміністратор Мантуї, з 1472 по 1474 рік апостольський адміністратор Лунда, з 1476 року апостольський адміністратор Болоньї, з 1478 року співвласник Сан-Мартіно-даль'Арджине;
- Джанфранческо (4.10.1446 — 28.8.1496), венеційський патрицій, з 1478 року співвласник Сан-Мартіно-даль'Арджине, з 1479 року граф Саббьонети і Родиго і власник Боццоло, засновник Саббьонетської гілки будинку Гонзага, 17 липня 1479 року поєднувався шлюбом з Антонією дель Бальцо (1461 — 16.1.1538), неаполітанською аристократкою з будинку Бальцо;
- Сузанна (15.10.1447 — 19.12.1481), венеційська патриціанка, черниця-клариссинка в монастирі святої Павли в Мантуї під ім'ям черниці Ангеліки;
- Доротея (6.12.1449 — 21.4.1467), венеційська патриціанка, наречена[18][19] Галеаццо Марії I (24.1.1444 — 26.12.1476), герцога Міланського;
- Чечилія (25.3.1451 — 2.5.1472), венеційська патриціанка, черниця-клариссинка в монастирі святої Клари в Мантує;
- Родольфо (18.4.1452 — 6.7.1495), венеційський патрицій, з 1478 за 1479 рік маркграф Кастілья-Гоффредо, Кастільйоне і Сольферіно, з 1478 року власник Луццари, засновник Кастель-Гоффредської і Луццарської гілок будинку Гонзага, двічі поєднувався шлюбом: в перший раз 11 січня 1481 року з Антонією Малатеста (1451 — 25.12.1483), в другий раз в 1484 році з Катериною Піко (1454 — 5.12.1501);
- Барбара (11.12.1455 — 31.5.1505), венеційська патриціанка, 12 квітня 1474 року одружилася з Еберхардом I Бородатим (11.12.1445 — 24.2.1496), герцогом Вюртемберзьким;
- Лудовико (21.8.1458 — 19.01.1511), венеційський патрицій, маркграф Кастель-Гоффредо, Кастільйоне і Сольферіно і власник Остьяно з 1478 року, апостольський протонотарий, єпископ Мантуї з 1483 року;
- Паола (23.9.1464 — 1497), венеційська патриціанка, в 1478 році одружилася з Леонардом (1440 — 12.4.1500), графом Гориції[7].